# 埃米利奧·恩蘇埃
埃米利奥·恩苏埃·洛佩斯（西班牙語：Emilio Nsue López，1989年9月30日—），赤道幾內亞職業足球員，司職翼鋒和前鋒，現效力於西班牙皇家足協甲組聯賽球會CF Intercity。

## 球會生涯

### 馬略卡
埃米利奥·恩苏埃生於巴利阿里群島的帕爾馬，年青時在馬略卡學習踢球。2008年2月3日，他首次在職業聯賽上場，他在該場1-1打平比利亞雷阿爾賽事的停傷補時入替。次週對阿爾梅里亞的比賽，是他第二次上場。
2008/09球季，他被外借至西乙球會卡斯特利翁。2008年10月18日主場對萊萬特的比賽，他個人梅開二度，助球隊以4-1大勝.。2009年7月17日，他被外借至乙組球會皇家蘇斯達，為期一年。
2010/11賽季，恩苏埃回到馬略卡，並在揭幕日以先發身份上場，主場以0-0打平皇家馬德里。2010年10月3日以1-1戰平巴塞罗那的賽事，他接應開出的角球頂入網取得進球，是他在馬略卡首顆入球。整季他踢滿38場比賽，而球隊僅僅成功保級。
2011/12球季，恩苏埃有近2000分鐘是以翼衛身份上場，助球隊以第8名完成聯賽。與教練华金·卡帕罗斯商討後，雙方都同意在下一賽季以繼續以翼衛身份比賽。

### 米德尔斯堡
2014年8月1日，恩苏埃自由身轉投英冠球會米德尔斯堡，簽約三年。當時米德爾斯堡教練為西班牙籍的艾托·卡兰卡。8月12日，他首次以先發身份代表米德尔斯堡上場參加英格蘭足球聯賽盃第一輪賽事，最終以3-0擊敗奥尔德姆足球俱乐部晉敗，而他亦踢滿全場。
2015年5月25日，在温布利球场上演晉級附加賽決賽對戰诺里奇城，恩苏埃在球隊2-落後時入替迪恩·怀特黑德上場，最終诺里奇城以2-0擊敗米堡成功晉身英超。儘管卡兰卡曾表示他只會在緊急情況下才會把恩苏埃放在邊後衛，恩苏埃在2015/16賽季大部份時間都是踢該位置。2015年11月28日，他打進在英格蘭首顆進球，以2-0擊敗哈德斯菲尔德。12月15日他打進致勝球以1-0擊敗伯恩利，使球隊登上積分榜首。

### 伯明翰城
2017年1月18日，恩苏埃與伯明翰簽約三年半。雖然官方沒有公佈轉會費，但據伯明翰郵報透露約為100萬鎊，外按表現增加100萬鎊。2017年1月28日對诺里奇城，他首次替伯明翰上場，司職右邊衛，球隊最終以2-0落敗。

## 國家隊生涯

### 西班牙
雖然埃米利奥·恩苏埃父為赤道幾內亞藉，但他本人多次拒絕赤道幾內亞國家隊的邀請，選擇代表西班牙青年國家隊。2012年，他為了入選西班牙u23參加2012年奧運，再次拒絕赤道幾內亞的邀請出席2012年非洲國家盃，可是事與願違，他最終亦並沒有入選。

### 赤道幾內亞
2013年3月，在赤道畿內亞足球協會主席及足球員本哈明·萨兰多纳陪同下，他與足協簽約，表示會出席所有赤道畿內亞國家足球隊的徵召，而一切支出由足協承擔。
2013年3月21日對貝南的非正式友誼賽，他打進在國家隊首顆進球，該比賽他以隊長身份上場及只參加上半場比賽。7月舉行的2014年世界盃足球賽資格賽，他再度以隊長身份上場並戴帽，以4-3戰勝佛得角。可是後來FIFA表示因為赤道畿內亞使用不合資格球員，兩場比場（另一場為對突尼西亞）均判0-3落敗。
2015年非洲國家盃由赤道畿內亞主辦，恩苏埃被任命為隊長。他在巴塔體育場打進該賽事的首顆進球，以1-1戰平剛果共和國。

## 榮譽

### 國家隊
西班牙U19
- 歐洲U-19足球錦標賽冠軍：2007[22]

西班牙U20
- 地中海运动会冠軍：2009[23]

西班牙U21
- 歐洲U-21足球錦標賽冠軍：2011

### 個人
- 非洲國家盃神射手 ：2023

## 外部連結
- 埃米利奧·恩蘇埃在 National-Football-Teams.com 上的出场纪录
- 埃米利奧·恩蘇埃 – FIFA國際賽競賽紀錄 (存檔)